# Badeleben
Badeleben ist ein Ortsteil der Gemeinde Völpke im Landkreis Börde in Sachsen-Anhalt. Der Ortsteil hatte im Dezember 2018 319 Einwohner. Die Bahnstrecke Eilsleben–Schöningen führte durch Badeleben.

## Geschichte
Eine erste urkundliche Erwähnung Badelebens datiert aus dem Jahr 1112 in einer Urkunde des Bischofs Reinhard von Halberstadt für das Kloster Hamersleben. Im 13. Jahrhundert wurde der Ort Baddeleve oder Baddenleve genannt. Die Edelherren von Meinersen waren hier begütert. Sie gaben einen Wald und eine Hofstelle als Lehen um 1220 an Albert von Badeleben.

### Sankt-Petrus-Kirche
Um 1200 wurde die heute noch bestehende romanische St.-Petrus-Kirche errichtet. Altar und Westquerturm der Kirche stammen noch aus dieser Bauzeit. 1882 kaufte die Kirchengemeinde eine Orgel, die von Orgelbaumeister J. B. Sasse in Gotha als Positiv für die Kirche in Sunstedt gebaut worden war. Zugleich erfolgte auch der Anbau eines Pedals und die Umänderung der Disposition durch den Orgelbaumeister August Troch in Neuhaldensleben. Nachdem das Instrument 1934 als „nicht reparaturfähig“ eingestuft worden war, wurde die Orgel 1937 durch die Orgelbauwerkstatt P. Furtwängler & Hammer in Hannover erneuert und umgebaut.
Musikalische Veranstaltungen wie Orgelvespern führt der Kirchenkreis auch in der St.-Petrus-Kirche durch.

### Gneisenau-Gutshof
In Badeleben bestand ein später zum Gutshof umgestaltetes Vorwerk der Sommerschenburg. August Neidhardt von Gneisenau hatte diese landwirtschaftlichen Flächen erworben. Nach einer Erneuerung im Jahr 1707 ist der Gebäudekomplex heute baufällig, wird aber im Jahr 2025 von einer Parfümeurin genutzt.

### Weitere Geschichte

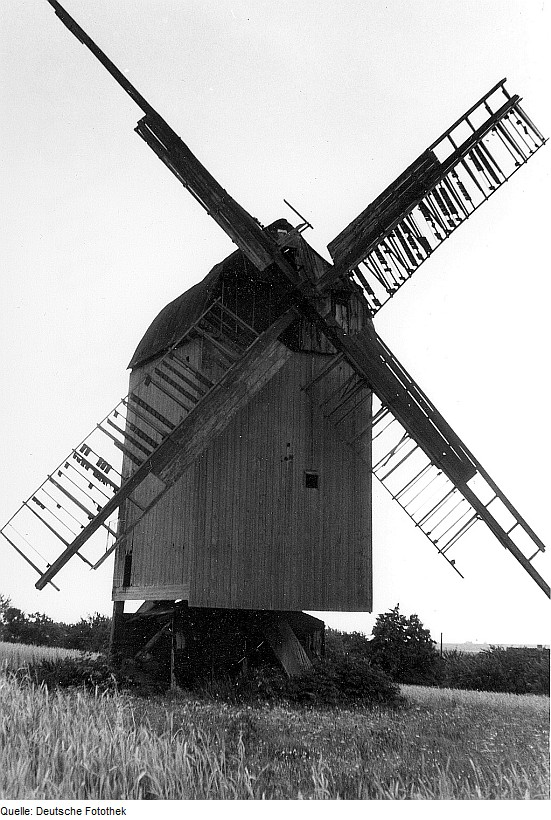
Ehemalige Windmühle

Am 30. September 1928 wurde der Hauptteil vom Gutsbezirk Badeleben mit der Landgemeinde Badeleben vereinigt. Von 1920 bis 1923 entstand die Badelebener Siedlung. Am 1. Juli 1950 erfolgte die Eingemeindung nach Völpke. In den Jahren von 1951 bis 1967 wurde in der Nähe des Orts Brauneisenstein gefördert. Bis in die 1980er Jahre bestand bei Badeleben eine Windmühle, die dann jedoch einstürzte. 
Im Jahr 1992 wurde ein Feuchtbiotop in der Nähe der alten Dorfstelle Ostbadeleben angelegt.

## Baudenkmale
Neben der Sankt-Petrus-Kirche gibt es in Badeleben mehrere weitere denkmalgeschützte Gebäude; so den Gutshof Badeleben, die Bauernhöfe Am Spring 1, Am Spring 6, Bahnhofstraße 1, Sackgasse 2, Sackgasse 3 und Sackgasse 5, das Wohnhaus Bahnhofstraße 11–13, den Pfarrhof Hauptstraße 13, die Fachwerkhäuser Hauptstraße 18, 20, 21 und den Straßenzug Sackgasse 2–6, 8, Üplinger Straße 3. Die ältesten Fachwerkhäuser gehen auf das Jahr 1652 zurück.

## Persönlichkeiten
In Badeleben geboren wurde der Heimatforscher Moritz Riemer (1873–1933) sowie der Musikschriftsteller und Kulturpolitiker Otto Riemer.
Der spätere Reichstagsabgeordnete Andreas Schulze-Henne (1841–1916) besuchte in Badeleben die Volksschule und Ackerbauschule. Von 1905 bis 1908 war der Pädagoge und Heimatforscher Richard Hecht Lehrer und Kantor im Ort.